# ANAPホールディングス
株式会社ANAPホールディングス（アナップホールディングス、ANAP HOLDINGS INC.）は、東京都港区に本社を置く企業。

## 概要
- 1992年9月 - 株式会社エイ・エヌアートプランニングとして創業。
- 2006年8月 - 株式会社ヤタカインコーポレーテッドを合併し、株式会社アナップヤタカインコーポレーテッドと社名を変更。
- 2007年9月 - 株式会社ANAPと社名を変更。
- 2013年11月 - ジャスダックに上場。
- 2023年10月 - 事業再生ADRを申請[2][3]。
- 2025年4月 - 持株会社制に移行。株式会社ANAPは株式会社ANAPホールディングスに商号変更されたと同時に、ANAPが手掛けていた事業は株式会社ANAP（2代）が継承[4]。

## 展開ブランド
- ANAP （アナップ）
- ANAP GIRL （アナップガール）
- Settimissimo （セッティミッシモ）
- anap Latina （アナップ・ラティーナ）
- anap mimpi （アナップ・ミンピ）
- ANAP USA （アナップ・ユーエスエー）
- ANAP （アナップホーム）
- CHILLE anap （チル・アナップ）
- ANAP KIDS （アナップ・キッズ）
- Love Handles （ラヴ・ハンドルズ）
- ANAP G （アナップ・ジー）
- ANAP Silver （アナップ・シルバー）
- ANAP MEN （アナップ・メン）
- ANAP SPORTS （アナップ・スポーツ）
- CRUCE anap (クルーセ・アナップ)
- ANAP U (アナップ・ユー)
- Spanish Harlem (スパニッシュハーレム)
- Dual Boot (デュアルブート)
- Quattro Formaggi (クアトロ・フォルマッジ)
- Sandie anap (サンディ・アナップ)